# Franciszek Ksawery Kowalski
Franciszek Ksawery Kowalski (ur. 2 lutego 1827 w Lublinie, zm. 2 czerwca 1903 w Kielcach) – architekt kielecki, projektant wielu budynków użyteczności publicznej.

## Życiorys
Urodził się w Lublinie, w mieszczańskiej rodzinie Józefa i Apolonii z Kanikowskich. Ukończył gimnazjum gubernialne w Lublinie, a w 1849 studia architektoniczne w warszawskiej Szkole Sztuk Pięknych. Praktykę odbył u znanego architekta Henryka Marconiego. W 1864 r. został mianowany budowniczym powiatu kieleckiego. Rok później zamieszkał na stałe w Kielcach. W latach 1867–1897 zajmował posadę budowniczego gubernialnego guberni kieleckiej.
Dwukrotnie żonaty, z Amelią Łupaczewską i Felicją Gajewską. Zmarł w Kielcach, pochowany wraz z drugą żoną w okazałym grobowcu rodzinnym na kieleckim cmentarzu Starym.

## Zrealizowane projekty
- Plac Bazarowy (ob. plac Wolności) – 1866
- cmentarz żydowski w Kielcach – 1867
- Cerkiew Wniebowstąpienia Pańskiego w Kielcach – 1867 (zburzona w 1933)
- popówka (budynek przy ulicy Wesołej 35) – 1870
- restauracja i przebudowa katedry wraz z pałacem biskupim – 1869-1873
- kościół parafialny w Piekoszowie – 1875
- odbudowa i przebudowa budynku magistratu zniszczonego przez pożar – 1875
- hotel i teatr w kamienicy przy ulicy Sienkiewicza 32 (Teatr im. Stefana Żeromskiego w Kielcach) – 1877
- browar Stumpfa (budynek za późniejszym Dworkiem Karscha) – 1878
- rozbudowa kamienicy przy ulicy Wesołej 31 – 1880
- siedziba Dyrekcji Szczegółowej Towarzystwa Kredytowego Ziemskiego w Kielcach (ul. św. Leonarda 2) – 1880
- poszerzenie cmentarza Starego – 1881-1885
- rozbudowa kościoła św. Wojciecha – 1885-1889
- wieżyczka na kościele Św. Trójcy – 1889
- przytułek św. Tomasza (budynek u zbiegu ulic Wesołej i Seminaryjskiej, wyburzony w latach 70. XX wieku) – 1900
- kościół parafialny w Mstyczowie - 1908-1909